# Alphonse Baudin
Jean-Baptiste Alphonse Victor Baudin, född den 23 oktober 1811 i Nantua,  död den 3 december 1851 i Paris, var en fransk läkare.
Baudin, som var deputerad, dog på en barrikad i Paris under Napoleon III:s statskupp, varvid han uppges skola ha sagt sig "visa sina medborgare", vilka han förgäves manat till motstånd mot statskuppen, "hur man dör för 25 francs" (det arvode, de deputerade åtnjöt). Den 2 november 1868 ägde demonstrationer rum vid hans grav, och anklagelsen mot dem, som i anledning därav fängslades, gav advokaterna Arago, Crémieux och Gambetta anledning till häftiga utfall mot kejsardömet.